# Ctenodontina maya
Ctenodontina maya är en tvåvingeart som beskrevs av Carrera och Andretta 1953. Ctenodontina maya ingår i släktet Ctenodontina och familjen rovflugor.
Artens utbredningsområde är Peru. Inga underarter finns listade i Catalogue of Life.